# هلموت ریتر
هلموت ریتر (به آلمانی: Hellmut Ritter) شرق‌شناس، کارشناس الهیات و متن‌شناسی زبان‌های لاتین و یونانی، استاد زبان‌های فارسی و عربی و نویسنده و پژوهشگری آلمانی بود.

## زندگی
هلموت ریتر در سال ۱۸۹۲ در لیشتناو از توابع هسن آلمان بدنیا آمد. پس از پایان دوره دبیرستان حدود سه سال به تحصیل در زمینه خاورشناسی نزد کارل بروکلمان و پاول کاله مشغول بود.
پس از آن به استراسبورگ نزد تئودور نولدکه، لندآور و فرانک رفت و از آنان دروس الهیات و متن‌شناسی زبانهای لاتین و یونانی را آموخت. سال ۱۹۱۳ به عنوان پژوهشگر در مؤسسه تاریخ و تمدن خاور زمین در هامبورگ آغاز به کار کرد و در سال ۱۹۱۴ در سن ۲۲ سالگی آزمون شفاهی دوره دکترا را در دانشگاه بن پشت سر نهاد و در سال ۱۹۱۹ در سن ۲۶ سالگی بدون ارائه رساله تخصصی به کرسی استادی خاورشناسی دانشگاه هامبورگ فراخوانده شد.
در سال ۱۹۲۷ او را به ریاست انجمن آلمانی پژوهشهای خاور زمین در استانبول برگزیدند. در سال ۱۹۳۶ در آغاز به سمت دانشیاری و دو سال بعد به سمت استادی زبانهای عربی و فارسی دانشگاه استانبول برگزیده شد. در سالهای جنگ جهانی دوم تا سال ۱۹۴۹ ترکیه را ترک نکرد. در این سال بر کرسی استادی موقت و در سال ۱۹۵۳ بر کرسی استادی تمام وقت شرق‌شناسی دانشگاه فرانکفورت نشست. در سال ۱۹۶۹، در زمان پیری و ناتوانی، برای همیشه به آلمان بازگشت و به گونه‌ای پرشور به کار پژوهش سرگرم شد. ریتر در روز ۱۹ ماه مه ۱۹۷۱ در سن هشتاد سالگی درگذشت.

## آثار
- ترجمه فرق الشیعه حسن بن موسی نوبختی در ۱۹۳۱

- دریای جان
- منتخب آثار امام محمد غزالی زیر عنوان «کیمیای سعادت»
- زبان تشبیه در شعر نظامی
- تصحیح و ترجمه متون الهی نامه عطار و الاسلامیین اشعری، فرق الشیعه نوبختی، غایه الحکیم نوشته حکیم مجریطی، هفت پیکر نظامی، سوانح احمد غزالی.
- زبان خیال‌انگیز نظامی، هلموت ریتر، سید سعید فیروزآبادی، (۱۳۹۹)، مؤسسه پژوهشی میراث مکتوب.